# 关于在展览会、交易会、会议等事项中便利展出和需用物品进口的海关公约
关于在展览会、交易会、会议等事项中便利展出和需用物品进口的海关公约是1961年世界海关组织（时称海关合作理事会）制订的国际公约。公约在比利时布鲁塞尔通过，于1962年7月13日生效，保存人是世界海关组织秘书长。

## 内容
公约的“暂准进口”是指免征进口税，不受禁止或限制进口，但须复出口的暂时进口。

公约（第二章）规定下列物品应给予暂准进口待遇：
1. 拟在活动事项中展出或表演的货物；
2. 拟在活动事项中为展出外国产品时所用的货物；
3. 拟供国际性会议使用的收听翻译用具等设备。

如上物品便利应在下列情况批给：
1. 物品在复出口时能加以辨认的；
2. 同样物品的数量合理、符合进口目的的；
3. 经暂时进口国海关当局审定本公约所订应履行的条款。

且如上物品不应：
1. 出借出租取酬；
2. 搬出活动事项场所。

公约还规定了进口税的减免（第三章）、简化手续（第四章）等。